# 胸段
胸段（thorax of the hexapod）又称胸部，是昆蟲體軀的第二体段（second tagma）或中间体段，为运动中心，其連接頭段、腿、翅以及腹段；這個部位在其他的節肢動物裡也稱作中軀。
由前胸、中胸及后胸三节组成。
昆蟲的胸部由前胸、中胸、後胸三个体节（segment）組成，具有足和翅，且具有小楯片；頸部是分隔頭段與胸段的膜狀構造；而側板則是胸段側邊的骨片。
在蜻蛉目的昆蟲中，牠們的中胸與後胸相互癒合，稱為合胸（synthorax）。
在某些昆蟲的蛹，例如蚊子，牠們的頭和胸段癒合成頭胸部。
膜翅目細腰亞目的昆蟲（胡蜂、蟻、蜜蜂），他們的第一腹節與胸部癒合，此腹節被稱為併胸腹节。
有許多能快速飛行的昆蟲，胸段是使用肌（异步肌）來飛行。